# Molophilus (Lyriomolophilus) weringerong
Molophilus (Lyriomolophilus) weringerong is een tweevleugelige uit de familie steltmuggen (Limoniidae). De soort komt voor in het Australaziatisch gebied.